# Ansted
Ansted est une ville américaine située dans le comté de Fayette en Virginie-Occidentale.
Selon le recensement de 2010, Ansted compte 1 404 habitants. La municipalité s'étend sur 1,66 milles carrés (4,3 km2).
Fondée en 1873, la ville doit son nom au géologue britannique David Thomas Ansted.